# 경국사
경국사(慶國寺)는 대한민국의 사찰이다. 서울특별시 성북구 정릉동 삼각산 동쪽 기슭에 위치하고 있다.

## 같이 보기
- 서울특별시의 사찰 목록